# Milan Mikuláštík
Milan Mikuláštík (* 28. července 1975, Slavičín) je český výtvarný umělec, kurátor, publicista a pedagog, člen umělecké skupiny Guma guar. Je synem Věry Mikuláštíkové, rozené Novákové (narozena 17. září 1952) a psychologa Milana Mikuláštíka (17. října 1945 – 7. srpna 2014) a bratrem lékařky Věry Dostálkové (rozené Mikuláštíkové).

## Umělec

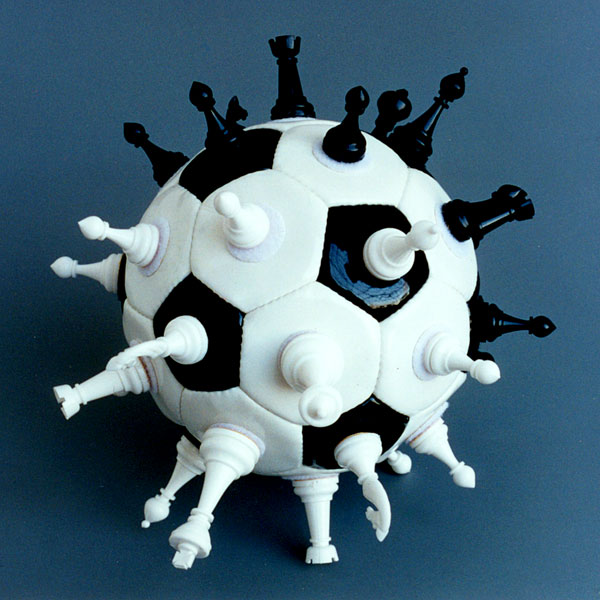
Milan Mikuláštík – Chessball, 1998

V letech 1994–1996 studoval na Fakultě výtvarných umění brněnského VUT v Ateliéru kresby Ivana Kříže a Ateliéru konceptuální tvorby Petera Rónaie. Od roku 1996 studoval na Akademii výtvarných umění (Intermediální ateliér Milana Knížáka, Ateliér vizuální komunikace Jiřího Davida a Ateliér Nových Médií Michaela Bielického), studium ukončil absolutoriem v roce 2002.
Ve své umělecké práci využívá především médií instalace a ready-madu, dále videa, fotografie ale také klasického obrazu. Řadu let se věnoval VJingu. Jedním z důležitých témat Mikuláštíkovy tvorby je umělecká spolupráce s dalšími autory. Od roku 1995 pracuje příležitostně společně s Janem Nálevkou v tandemu MINA. Později spolupracoval i s dalšími umělci – Davidem Adamcem, Vilémem Kabzanem, Michalem Panochem. V roce 2003 byl zakládajícím členem umělecko-aktivistické skupiny Guma Guar. Milan Mikuláštík vystavoval na mnoha společných výstavách v Čechách (Národní galerie v Praze, Galerie hlavního města Prahy, DOX, NoD, am180, Galerie Jelení, Dům pánů z Kunštátu Brno, a další) i v zahraničí (Slovensko, Švýcarsko, Švédsko, USA, Belgie, Velká Británie, Rumunsko, Albánie, atd.). Měl řadu samostatných výstav v Česku a na Slovensku.

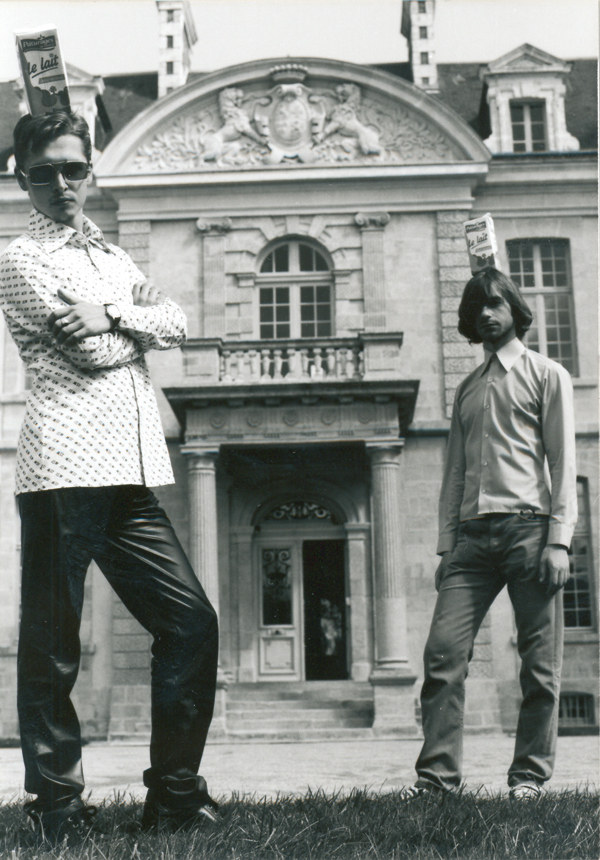
MINA (Milan Mikuláštík & Jan Nálevka) – Verticalaité aka Tradition of Verticality in Brittany, 1999

## Publicista
V letech 2007 a 2008 pracoval v časopise Reflex jako grafik a redaktor kulturní přílohy EX. Přispívá nebo přispíval recenzemi do Pražského deníku, časopisů Reflex, Týdeník A2, Ateliér, Umělec, Flash Art a dalších.

## Kurátor
Od listopadu 2008 do června 2009 byl kurátorem pražské galerie NoD, kde připravil samostatné výstavy umělců jako Milan Kozelka, Milan Kohout, Ondřej Brody, Viktor Frešo, Lenka Klodová, Jana Kalinová, Toy Box, Ivars Gravlejs, či skupina Czakra. Z místa kurátora byl odvolán po skandálu s výstavou polského umělce Petera Fusse Achtung!, která kritizovala zabíjení palestinských civilistů izraelskou armádou.
Od září 2009 je kurátorem Galerie NTK (Národní technická knihovna), kde se soustředí především na velké skupinové přehlídky. Představil zde například výstavy Limity těla, Fenomén hra, Stíny minulých utopií, Homo Mathematicus, Librarianism, Per video, Ptolemaiovy děti, Global locals, Slepá skvrna, Pavěda, PBBK80 (ve spolupráci s Martinem Dostálem), Velocypedia (ve spolupráci s Lenkou Kukurovou), Současná česká malba, Jedna z možností, SPOT, Xenofilia (ve spolupráci s Vladimírem Turnerem a Barborou Šimkovou), GEO EGO, Generation Smart (ve spolupráci s Davidem Kořínkem), Hypebeast Vertigo, Ztracená forma, Shaped Canvas, Side Job, Rozhněvaná planeta (s Milanem Kreuzziegerem), Techné, Salon Tchécoslovaque, ARS/QUANTA - Umění měření. V roli nezávislého kurátora připravil také výstavy pro další galerie či instituce - např. výstavu Čí je to město? (Karlín studios Praha), GEO EGO (České centrum Berlín), Roviny v chaosu (Pražský dům v Bruselu), Rozhněvaná planeta 2: Operace pokračuje (s Milanem Kreuzziegerem) a VDIFF (Dům pánů z Kunštátu Brno), Budoucnost kola (ve spolupráci s Lenkou Kukurovou, Zámek Moravany nad Váhom), Agoraphilia (Galerie Hunt Kastner Praha), Člověk v jeskyni (s Janou Písaříkovou, Galerie města Blanska), Na hranicích umění (Galerie AMU Praha), I Have no Mouth, I Must Scream (Galerie Truhla Praha), Brno ADS (Galerie Doubner Praha), Nevšechno (Festival 4 dny Praha), Topografické lekce (GVU Náchod), Obsese (Krajská galerie ve Zlíně), Tiled (Městská galerie Týn nad Vltavou) a další. Společně s kurátorkou Janou Písaříkovou získal Cenu Eduarda Štorcha za rok 2021. Cenu každoročně uděluje Česká archeologická společnost za zásluhy o popularizaci archeologie a šíření povědomí o významu archeologických památek. Důvodem k tomuto ocenění byla kurátorská příprava výstavy Člověk v jeskyni v Galerii města Blanska, Muzeu Blanenska a posléze v Galerii NTK.

## Pedagog
Společně s umělcem Michalem Panochem organizoval cyklistické výlety po Praze a okolí s odborným výkladem o architektuře. Měl řadu přednášek na různých vzdělávacích ústavech. Od roku 2012 přednáší na Vysoké škole uměleckoprůmyslové zahraničním studentům o pražské architektuře v rámci experimentálního pedagogického formátu – jedná se o tzv. peripatetické přednášky (přednášky probíhají "v terénu", pod širým nebem). Od roku 2014 do roku 2018 působil na UMPRUM jako odborný asistent v ateliéru Supermédia. Od roku 2021 působí jako odborný asistent a od roku 2023 jako vedoucí pedagog ateliéru Malba 2 na Akademii výtvarných umění (společně s Juliem Reichelem a Alešem Zapletalem v rámci pedagogického kolektivu ZMR).